# Margaret Ann Vosper
Margaret Ann Vosper (1958-), conhecida como Gretta Vosper, é uma ministra ordenada da Igreja Unida do Canadá profissão que se professa ser ateia. Suas crenças causaram polêmica dentro e fora da Igreja Unida. Em 2016, após o tiroteio de Charlie Hebdo em Paris, sua declaração pública de que a crença em um Deus sobrenatural promoveu o ódio levou a Igreja Unida do Canadá a instituir uma revisão oficial de sua adequação como ministra. Apesar de ser uma ateia franca, a Rev. Gretta Vosper manteve firmemente seu lugar na Igreja Unida do Canadá.